# Sobrio
Sobrio (in dialetto ticinese Souri) è una frazione di 80 abitanti del comune svizzero di Faido, nel Canton Ticino (distretto di Leventina).

## Storia
La prima traccia di Sobrio risale al 1223, quando venne annotata la presenza di «Guarnerino fq. ser Marchi de Surio» a una riunione sulla suddivisione delle alpi dell'Alta Leventina. Sourio (1225) e più tardi Subrio (1238), Suurio (1277), Sourio (1319), Sorium e Sòuri (1567, 1631) sono i nomi storici di Sobrio, che ottenne lo status di comune il 26 novembre 1620, separandosi da Giornico.
Nell'inverno 1950-1951, una valanga originatasi nella località Cogn distrusse un ricovero per animali situato tra le località Puscedo e Delvoi.

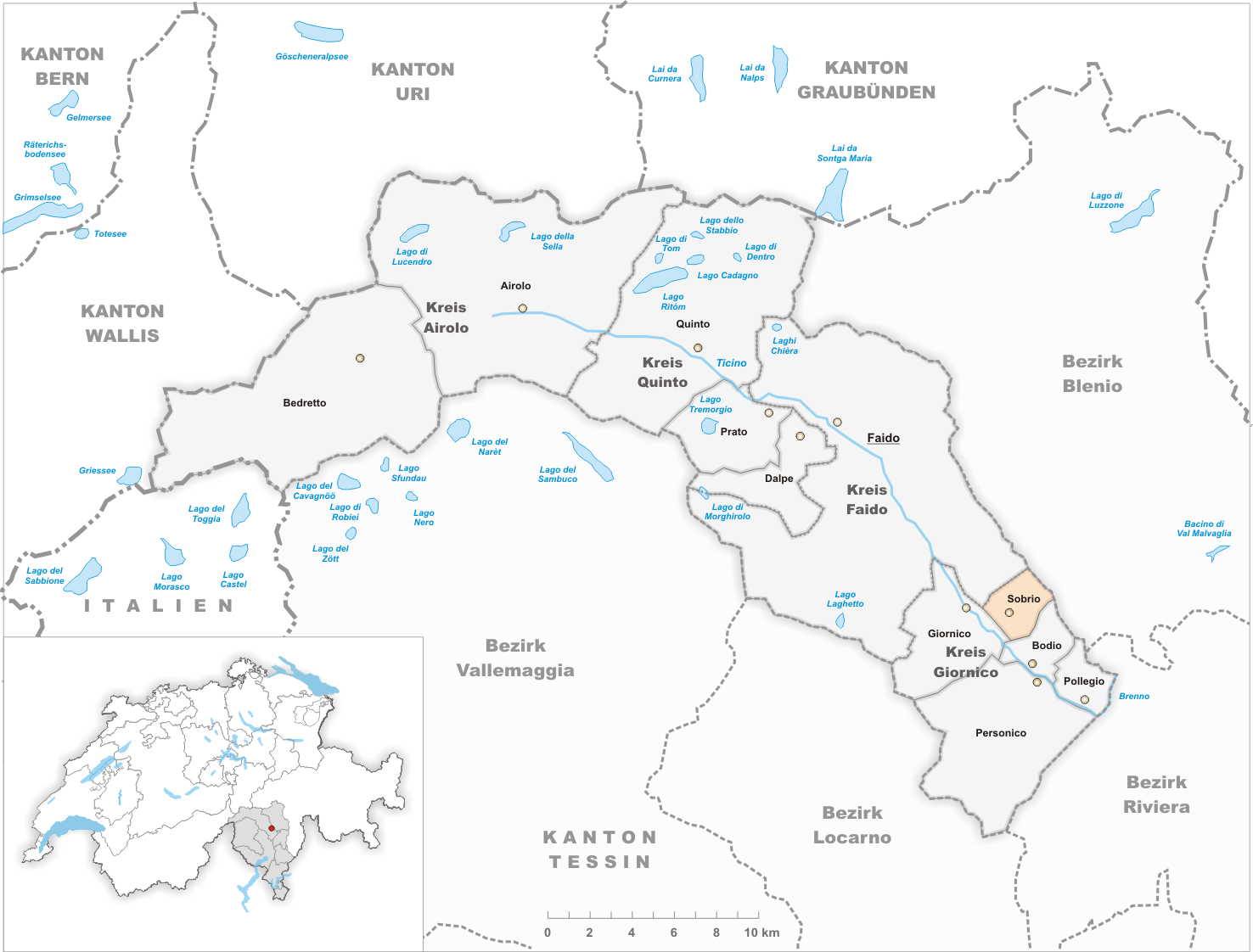
Il territorio del comune di Sobrio prima degli accorpamenti comunali del 2016

Già comune autonomo che si estendeva per 6,4 km², nel 2016 è stato accorpato al comune di Faido. La fusione è stata decisa con la votazione popolare del 14 giugno 2015 con 35 voti favorevoli e 4 contrari ed è entrata in vigore il 10 aprile 2016 dopo la ratifica del Gran Consiglio

## Monumenti e luoghi d'interesse
- Chiesa parrocchiale di San Lorenzo, del 1369 ma attestata già nel XIII secolo[1][5][6];
- Oratorio di San Rocco, a pianta quadrangolare, risalente al 1643; fra le opere conservate nell'oratorio, il Martirio di san Sebastiano affrescato nel XVIII secolo nel coro, alcuni dipinti di Stefano e Tommaso Olgari e un paliotto in scagliola settecentesco[senza fonte];
- Oratorio del Santissimo Crocefisso in località Ronzano (XVIII secolo), che conserva affreschi neoclassici[senza fonte];
- Annunciazione cinquecentesca affrescata in una cappella votiva[7];
- Canonica, del 1688[senza fonte];
- Cimitero[senza fonte].

## Società

### Evoluzione demografica
L'evoluzione demografica è riportata nella seguente tabella:
Abitanti censiti

## Economia
A partire dal 1984 riceve aiuti economici da Brügg, nel Canton Berna, alla quale è legata da un padrinato.

## Amministrazione
Ogni famiglia originaria del luogo fa parte del cosiddetto comune patriziale e ha la responsabilità della manutenzione di ogni bene ricadente all'interno dei confini della frazione.